# Brillenhöhle
Die Brillenhöhle (früher Zwickerhöhle) ist die Ruine einer ehemaligen Horizontalhöhle im Achtal bei Weiler im Alb-Donau-Kreis Baden-Württemberg. Sie ist ein bedeutender jungpaläolithischer Fundplatz der baden-württembergischen Urgeschichte.

## Geographische Lage
Die Brillenhöhle liegt an der nördlichen Flanke des Achtals in einem Weißjura-Felsmassiv des Felsenlabyrinths, etwa 60 m über der Talsohle und auf 600 m. ü. NHN.
Die Höhle ist über einen nur teilweise befestigten Wanderweg zu erreichen.

## Topographie

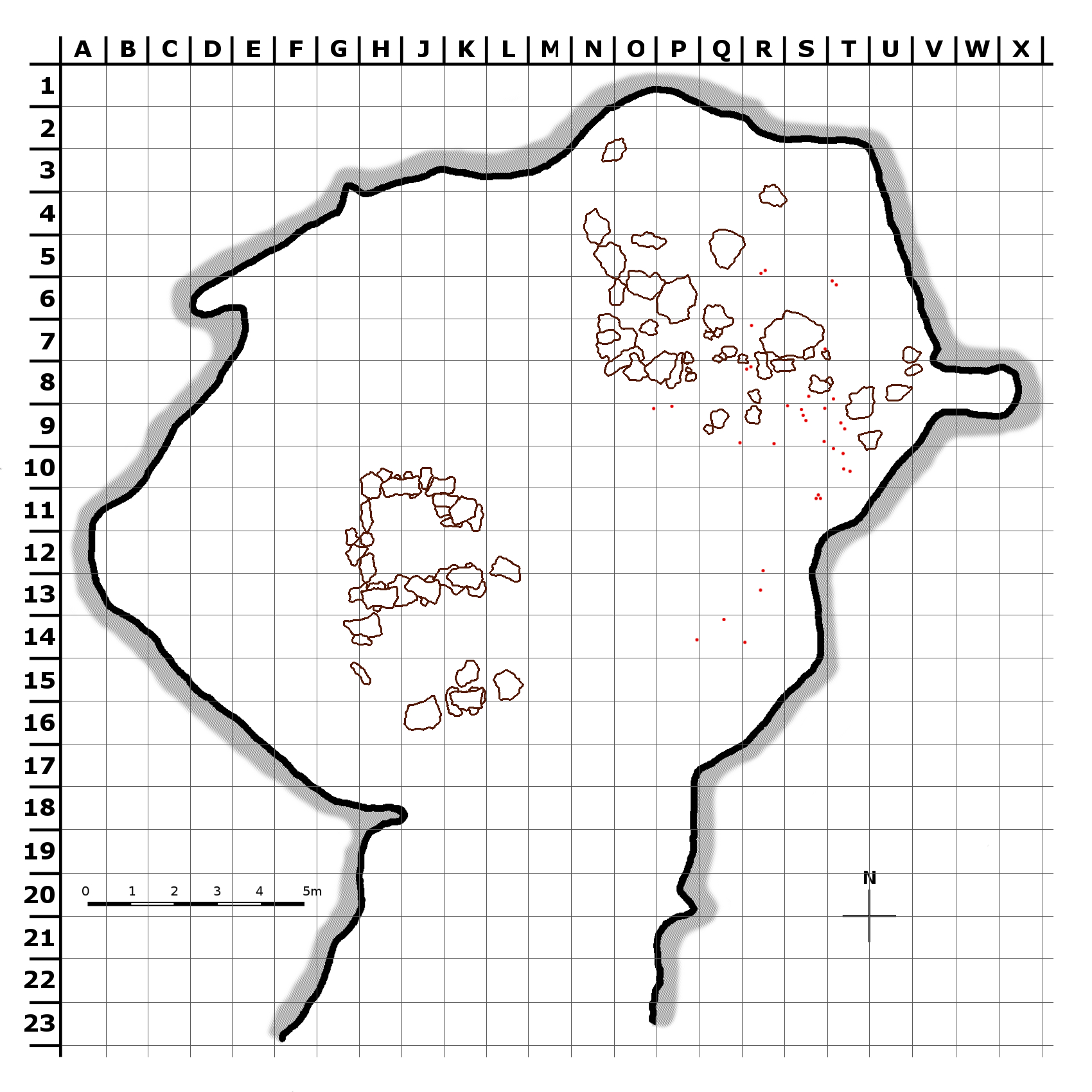
Grundriss der Brillenhöhle mit Fundlage der Elfenbeinanhänger (rot) und Trockenmauern (braun) in Schicht VII

Ein etwa 6 m langer Gang von bis zu 3,5 m Höhe und 6,5 m Breite mündet leicht ansteigend in eine 17 m lange und 16 m breite, kuppelförmige Höhlenhalle. Die 6 m hohe Höhlendecke weist zwei Öffnungen auf, die beim teilweisen Einsturz der Höhle vor ca. 30.000 Jahren entstanden und der Höhle ihren Namen gaben. Das kreisrunde, südliche Fenster hat einen Durchmesser von 2,5 m, das annähernd ovale, nördliche Fenster ist 3,4 m lang und 2,4 m breit. In der Ostwand befindet sich die Bärennische, ein etwa 5 m³ großer Hohlraum, der nach Beendigung der archäologischen Ausgrabungen im Jahr 1963 wieder verfüllt wurde und heute nur noch andeutungsweise zu erkennen ist. In der nordwestlichen Höhlenecke verjüngt sich eine kaminartige Auswaschung nach oben und mündet dort in eine etwa 17 cm breite Deckenspalte. Durch dieses Rauchloch gelangten während des Pleistozäns größere Mengen rotbraunen Lehms in die Höhle.

## Forschungsgeschichte
Nach wenig erfolgreichen Sondagen durch Robert Rudolf Schmidt (1906), Peter Goessler (1911) und Albert Kley (1951) wurden unter Leitung des Tübinger Prähistorikers Gustav Riek zwischen September 1955 und Oktober 1963 große Teile der Brillenhöhle ergraben und wissenschaftlich ausgewertet. In elf Kampagnen legte Riek elf Profile frei, in welchen er insgesamt XXII Schichten unterscheiden und zahlreiche Stein- und Knochenwerkzeuge, Elfenbein-Schmuck, menschliche Skelettreste und keramische Scherben bergen konnte.
Anfang der 1990er Jahre gelang es der Tübinger Archäologin Anne Scheer, die zeitgleiche Besiedlung von Brillenhöhle, Hohle Fels und Geißenklösterle während des Gravettiens nachzuweisen, da sich Silexartefakte aus den Gravettienhorizonten der verschiedenen Fundstellen passend aneinander anlegen ließen.
Da verschiedene Bereiche der Höhle noch nicht ergraben sind, ist zum Schutz vor Raubgräbern und Vandalismus der Höhleneingang durch ein Gitter verschlossen.

## Funde
Aurignacien: In der bis zu 0,85 m mächtigen Schicht XIV fanden sich mit zwei gebrochenen Knochenspitzen, bei einer handelt es sich möglicherweise um eine Knochenspitze mit gespaltener Basis, die beiden ältesten Artefakte der Brillenhöhle. Da sich keine weiteren aurignacienzeitlichen Werkzeuge oder Feuerstellen nachweisen ließen, ist davon auszugehen, dass die Höhle zu dieser Zeit nicht von Menschen bewohnt war und die Speerspitzen eventuell durch einen bejagten, verendenden Höhlenbären eingebracht wurden, wie zahlreiche Knochenreste dieser Spezies in unmittelbarer Fundumgebung vermuten lassen.
Gravettien: Die meisten Funde konnten in Schicht VII geborgen werden. Neben 52 Werkzeugen aus Tierknochen, Rengeweih und Mammut-Elfenbein fanden sich hier auch mehr als 1000 Steinwerkzeuge wie Klingen, Schaber, Stichel und Schlagsteine. Als Rohmaterial wurden hierfür zu 90 % Hornsteinknollen verwendet, der Rest besteht aus Jaspis oder Radiolarit, wobei alle drei Materialien in verschiedenen farblichen Ausprägungen vorliegen. Mehr als 80 Artefakte konnten als Schmuckstücke angesprochen werden, darunter zahlreiche tropfenförmige Anhänger aus Elfenbein, Perlen aus Röhrenknochen, durchlochte Tierzähne und gekerbte Knochenstäbchen.
Neben mehreren, zum Teil großflächig angelegten Feuerstellen, konnten in diesem Horizont auch Reste zweier Trockenmauern – sogenannte Steingehäuse – freigelegt werden, die als Fundament für Überdachungen aus Tierhäuten aufgeschichtet wurden, wodurch der zu beheizende Raum in der Höhle deutlich verkleinert werden konnte.
Magdalenien: Das Inventar der Schichten VI bis IV umfasste 57 Knochenwerkzeuge, darunter Speerspitzen, ein- und zweireihige Harpunen, Knochennadeln, einen Trommelschlägel und einen kurzen Lochstab. Über 1100 lithische Werkzeuge konnten bestimmt und analysiert werden.
In Schicht IV fanden sich auf einer Fläche von 4 m² annähernd fünfzig menschliche Skelettreste, die mindestens vier Individuen zugerechnet werden können, darunter die fast vollständig erhaltene linke Unterkieferhälfte eines etwa 8- bis 10-jährigen Kindes, außerdem Rippenstücke, Zähne, Hand- und Fußphalangen, Teile von Schulterblättern sowie vierzehn Schädelfragmente, aus denen das Stirnbein eines etwa 40 bis 60 Jahre alten Mannes rekonstruiert werden konnte. Da viele Knochen scharfkantige Bruchflächen und deutliche Schnittspuren aufwiesen und durch die Lagerung in Ascheschichten dunkel verfärbt waren, erkannte Riek Parallelen zu den Krapinafunden und schloss Kannibalismus als Ursache für deren Beschaffenheit nicht aus. Heute nimmt man an, dass es sich um die Gebeine einer Sekundärbestattung handelt.
Im nördlichen und westlichen Randbereich der Höhle fanden sich vier als Sitzgelegenheit genutzte, etwa 30 cm hohe Steinquader, in deren Umfeld das Höhlensediment durch häufiges Auftreten stark verdichtet sowie mit zahlreichen Silex- und Hornstein-Absplissen und Kernstücken übersät war. Diese Klingenschlägerplätze verfügten jeweils über eine kleine Feuerstelle, mehrere Steinambosse und waren durch ihre Nähe zum nördlichen Deckendurchbruch gut ausgeleuchtet.
Neolithikum und Bronzezeit: In den stark durchmischten oberen Schichten II und I konnten jungsteinzeitliche sowie früh- und spätbronzezeitliche, keramische Gefäß- und Wandscherben nachgewiesen werden (Rössener Kultur, Stichbandkeramik und Urnenfelderkultur).

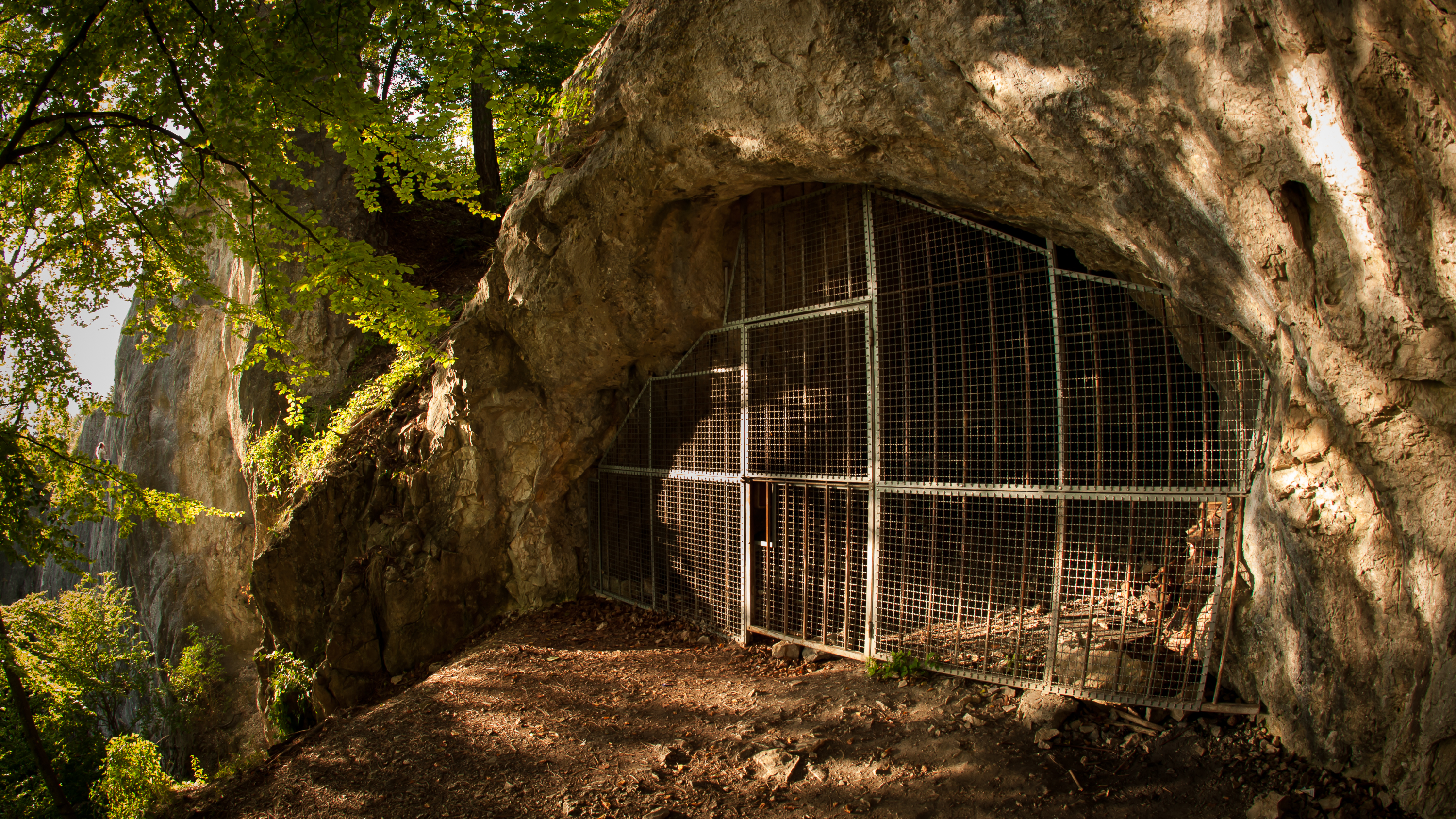
Höhlenvorplatz und Eingang
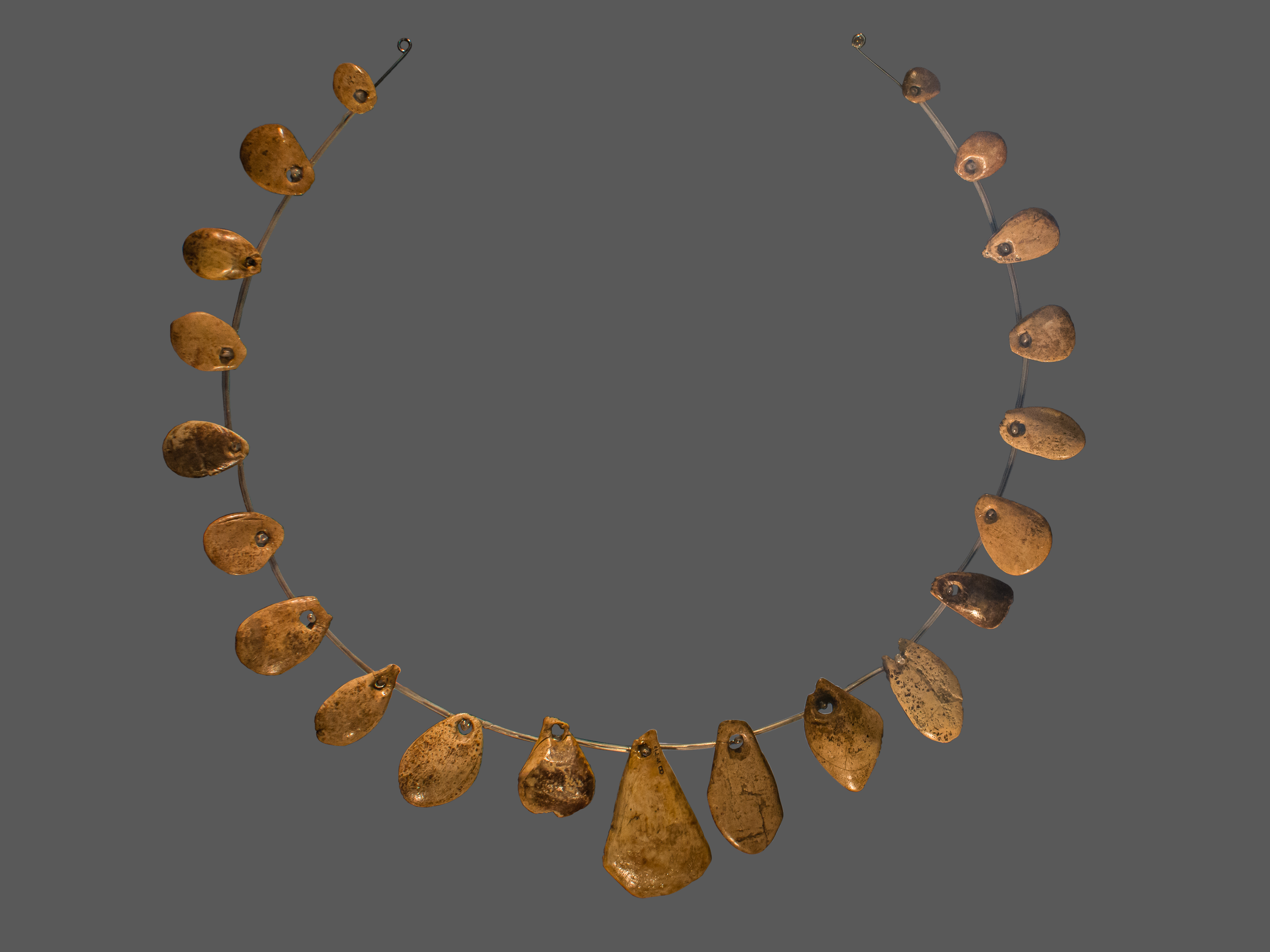
Schmuckanhänger aus Mammut-Elfenbein
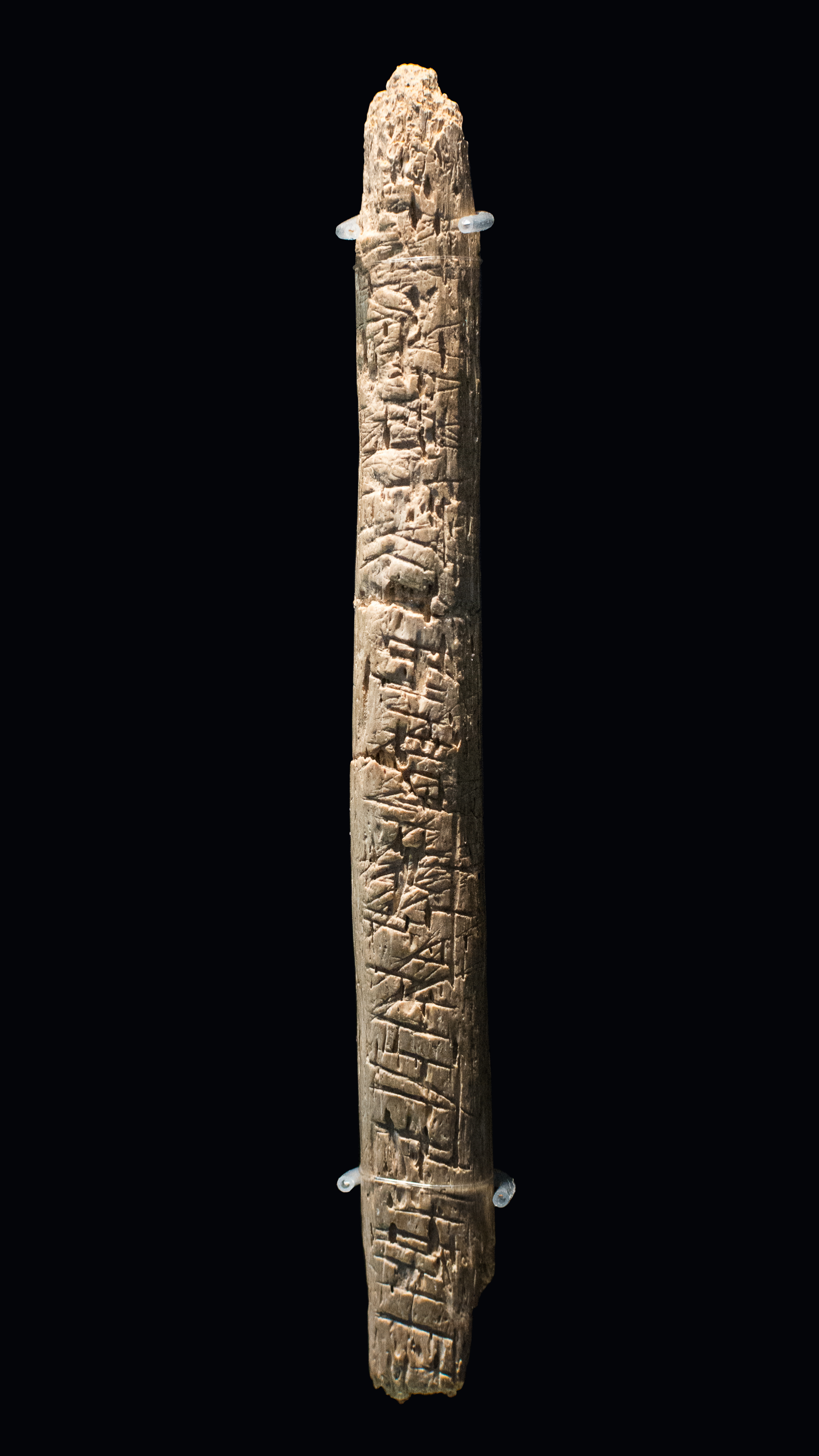
Gekerbte Geschossspitze
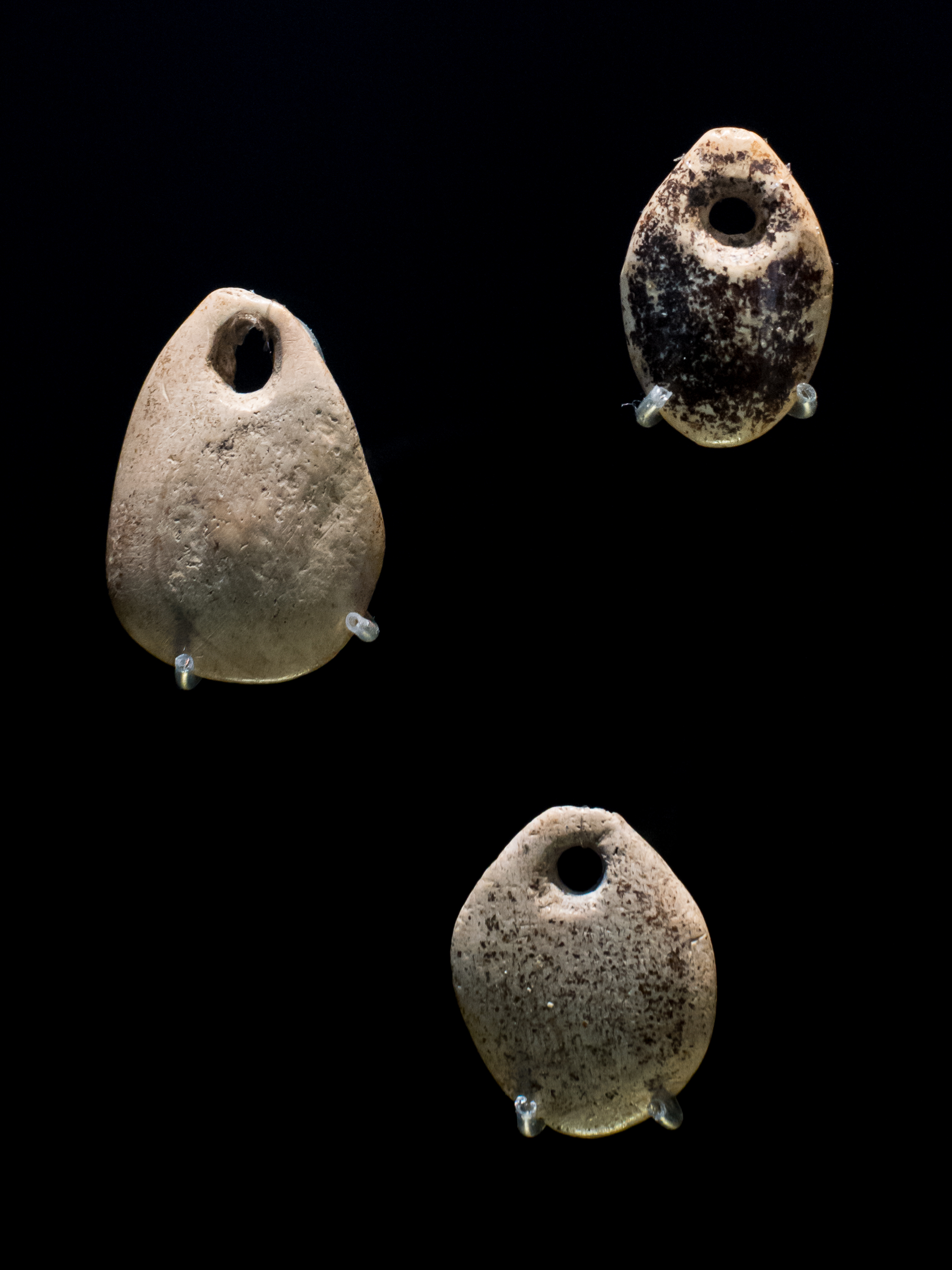
Schmuckanhänger aus Mammut-Elfenbein
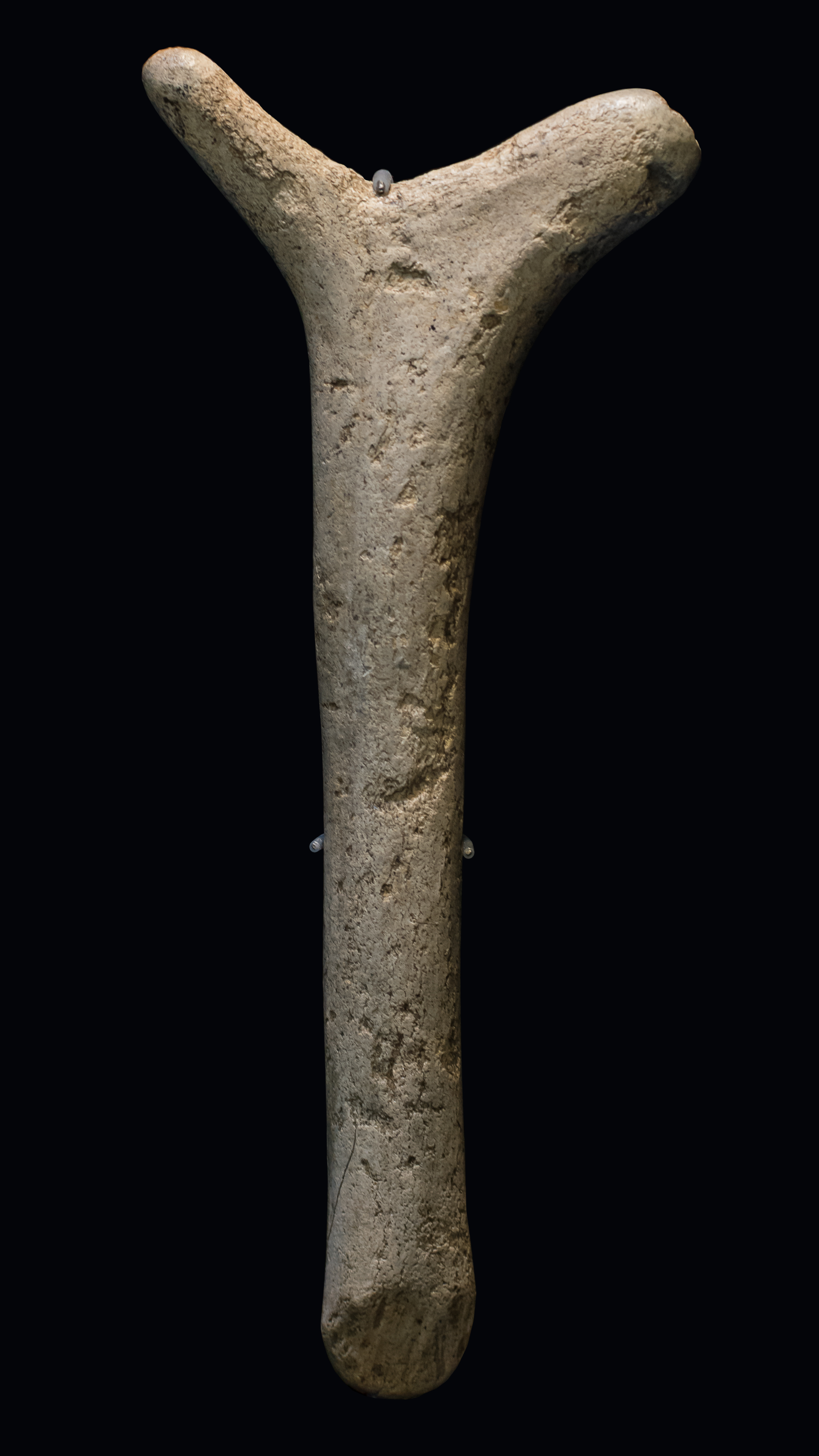
Trommelschlägel aus Rengeweih